# Ismael Debjani
Ismael Debjani (Montignies-sur-Sambre, 25 september 1990) is een Belgische atleet, die gespecialiseerd is in de middellange afstand. Hij was tussen 2017 en 2024 Belgisch recordhouder op de 1500 m en nam eenmaal deel aan de Olympische Spelen.

## Loopbaan
Debjani, die pas op zijn twintigste begon met atletiek, behaalde in 2014 de Belgische titel op de 800 m. Begin 2015 werd hij ook Belgisch kampioen veldlopen korte cross.
Tijdens een meeting in Oordegem liep Debjani eind mei 2016 op de 1500 m de limiet voor deelname aan de Europese kampioenschappen in Amsterdam. Daar eindigde hij als elfde in de finale in 3.49,12, na eerder zijn serie te hebben gewonnen in 3.42,62. Tijdens de Nacht van de Atletiek verbeterde hij in het spoor van Pieter-Jan Hannes zijn persoonlijk record op deze afstand tot 3.35,62. Vijf dagen te laat om zich te plaatsen voor de Olympische Spelen van 2016.
In juni 2017 verbeterde hij tijdens de FBK Games het Belgisch record van Christophe Impens tot 3.33,70. Hij behaalde daarmee ook de limiet voor deelname aan de wereldkampioenschappen.

### Clubs
Debjani is aangesloten bij Cercle Athlétique de Brabant Wallon (CABW).

## Belgische kampioenschappen
Outdoor
| Onderdeel               | Jaar |
| ----------------------- | ---- |
| 800 m                   | 2014 |
| 1500 m                  | 2020 |
| 5000 m                  | 2022 |
| veldlopen (korte cross) | 2015 |

## Persoonlijke records
Outdoor
| Onderdeel | Prestatie       | Datum           | Plaats     |
| --------- | --------------- | --------------- | ---------- |
| 800 m     | 1.46,31         | 29 mei 2021     | Oordegem   |
| 1000 m    | 2.18,44         | 9 augustus 2020 | Brussel    |
| 1500 m    | 3.33,06 (ex-NR) | 11 juni 2021    | Lausanne   |
| 1 mijl    | 3.52,70         | 1 juli 2021     | Oslo       |
| 3000 m    | 8.00,17         | 1 mei 2017      | Herentals  |
| 5000 m    | 13.33,04        | 24 juni 2022    | Gentbrugge |

Indoor
| Onderdeel | Prestatie    | Datum           | Plaats  |
| --------- | ------------ | --------------- | ------- |
| 1000 m    | 2.19,02      | 1 februari 2020 | Gent    |
| 1500 m    | 3.36,38 (NR) | 3 februari 2022 | Ostrava |
| 3000 m    | 7.49,08      | 4 februari 2023 | Gent    |

## Palmares

### 800 m
- 2014:  BK AC - 1.49,51

### 1500 m
- 2016:  BK AC - 3.53,99
- 2016: 11e EK in Amsterdam - 3.49,12 (in reeks 3.42,62)
- 2017: 4e FBK Games - 3.33,70 (NR)
- 2017:  BK AC – 3.48,44
- 2018: 8e EK in Berlijn - 3.39,48
- 2018:  ISTAF in Berlijn - 3.34,40
- 2020:  BK AC – 3.47,47
- 2021: 11e in ½ fin. OS - 3.42,18 (in reeks 3.36,00)
- 2023:  BK AC – 3.41,84
- 2023: 7e EK indoor – 3.40,06

### 5000 m
- 2022:  BK AC - 13.33,04

### veldlopen
- 2015:  BK AC korte cross - 3.53,99